# Thomas Lewis (giocatore di football americano)
Thomas A. Lewis (Akron, 10 gennaio 1972) è un ex giocatore di football americano statunitense che ha giocato nel ruolo di wide receiver nella National Football League (NFL).

## Biografia
Al college Lewis giocò a football all'Università dell'Indiana. Fu scelto come 24º assoluto nel Draft NFL 1994 dai New York Giants. Dopo essere sceso in campo sporadicamente nelle prime due stagioni, nel 1996 disputò la sua miglior stagione, ricevendo 53 passaggi per 694 yard e 4 touchdown. L'anno seguente disputò però solo quattro partite e dopo avere fatto nel 1998 dei Chicago Bears, senza mai scendere in campo, si ritirò.

## Statistiche
| Partite totali      | 34    |
| Partite da titolare | 15    |
| Ricezioni           | 74    |
| Yard ricevute       | 1.032 |
| Touchdown           | 5     |